# Bustos, Troviscal e Mamarrosa
Bustos, Troviscal e Mamarrosa (oficialmente, União das Freguesias de Bustos, Troviscal e Mamarrosa) é uma freguesia portuguesa do município de Oliveira do Bairro, com 28,42 km² de área e 6221 habitantes (censo de 2021). A sua densidade populacional é 218,9 hab./km².

## História
Foi criada aquando da reorganização administrativa de 2013, resultando da agregação das antigas freguesias de Bustos, Troviscal e Mamarrosa.

## Demografia
A população registada nos censos foi:
| Distribuição da População por Grupos Etários | Distribuição da População por Grupos Etários | Distribuição da População por Grupos Etários | Distribuição da População por Grupos Etários | Distribuição da População por Grupos Etários | Distribuição da População por Grupos Etários |
| -------------------------------------------- | -------------------------------------------- | -------------------------------------------- | -------------------------------------------- | -------------------------------------------- | -------------------------------------------- |
| Antes da agregação                           |                                              |                                              |                                              |                                              |                                              |
| Ano                                          | 0-14 anos                                    | 15-24 anos                                   | 25-64 anos                                   | >= 65 anos                                   | Total                                        |
| 2001                                         | 857                                          | 775                                          | 3236                                         | 1523                                         | 6391                                         |
| 2011                                         | 899                                          | 602                                          | 3237                                         | 1691                                         | 6429                                         |
| Após a agregação                             |                                              |                                              |                                              |                                              |                                              |
| Ano                                          | 0-14 anos                                    | 15-24 anos                                   | 25-64 anos                                   | >= 65 anos                                   | Total                                        |
| 2021                                         | 767                                          | 622                                          | 3054                                         | 1778                                         | 6221                                         |